# Steve Cowper
Steve Cowper, né le 21 août 1938, est un homme politique démocrate américain. Il est le 7e gouverneur de l'Alaska entre 1986 et 1990.

## Sources
- (en) Cet article est partiellement ou en totalité issu de l’article de Wikipédia en anglais intitulé « Steve Cowper » (voir la liste des auteurs).